# Jazz Club Hannover

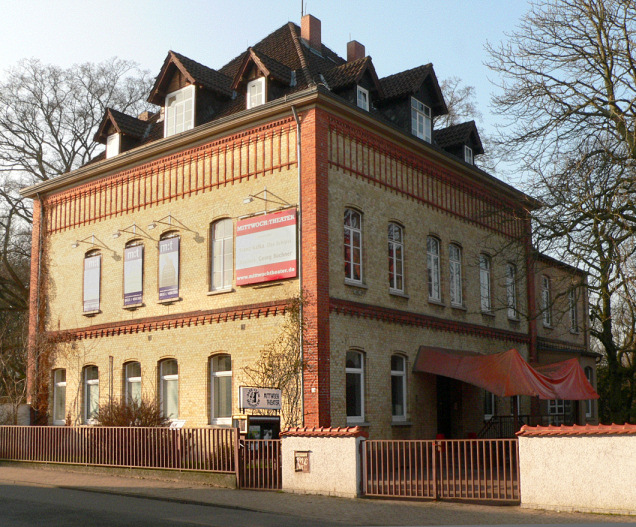
Der Jazzclub findet sich im Keller des Gebäudes

Der Jazz Club Hannover ist ein Jazzclub in Hannover, der wegen seiner orangefarbenen Inneneinrichtung auch „Orange-Club“ genannt wird.

## Künstler (Auswahl)
Im Jazz Club Hannover traten u. a. Musiker wie Lionel Hampton, Count Basie, Duke Ellington, Jan Garbarek, Randy Brecker, Pat Metheny und Mike Stern auf. Einige Aufnahmen aus dem Jazz Club, etwa von Benny Waters, dem Swingtett Hannover, Mostly Other People Do the Killing oder Tom Rainey (Untucked in Hannover) erschienen als LP und CD. Jedes Jahr am Himmelfahrtstag organisiert der Jazz-Club das Open-Air-Festival Swinging Hannover mit internationalen Künstler auf dem Platz der Menschenrechte vor dem Neuen Rathaus.

## Lage und Ausstattung
Der 1966 gegründete Jazz Club Hannover liegt auf dem Lindener Berg im Stadtteil Linden-Mitte. Er ist im Keller eines Gebäudes untergebracht, das seit Jahrzehnten als Jugendheim diente. Der Club fasst etwa 130 Besucher. Die Konzerte finden jeweils montags und freitags statt.
Wegen der Enge in dem orangefarben-getünchten Keller sitzen mitunter Zuschauer auf der Bühne, was eine intensive Stimmung erzeugt. Der langjährige Vorsitzende des Clubs, Michael Gehrke, kommentierte dies so: „Jazz lebt von der Intimität“.

## Verein

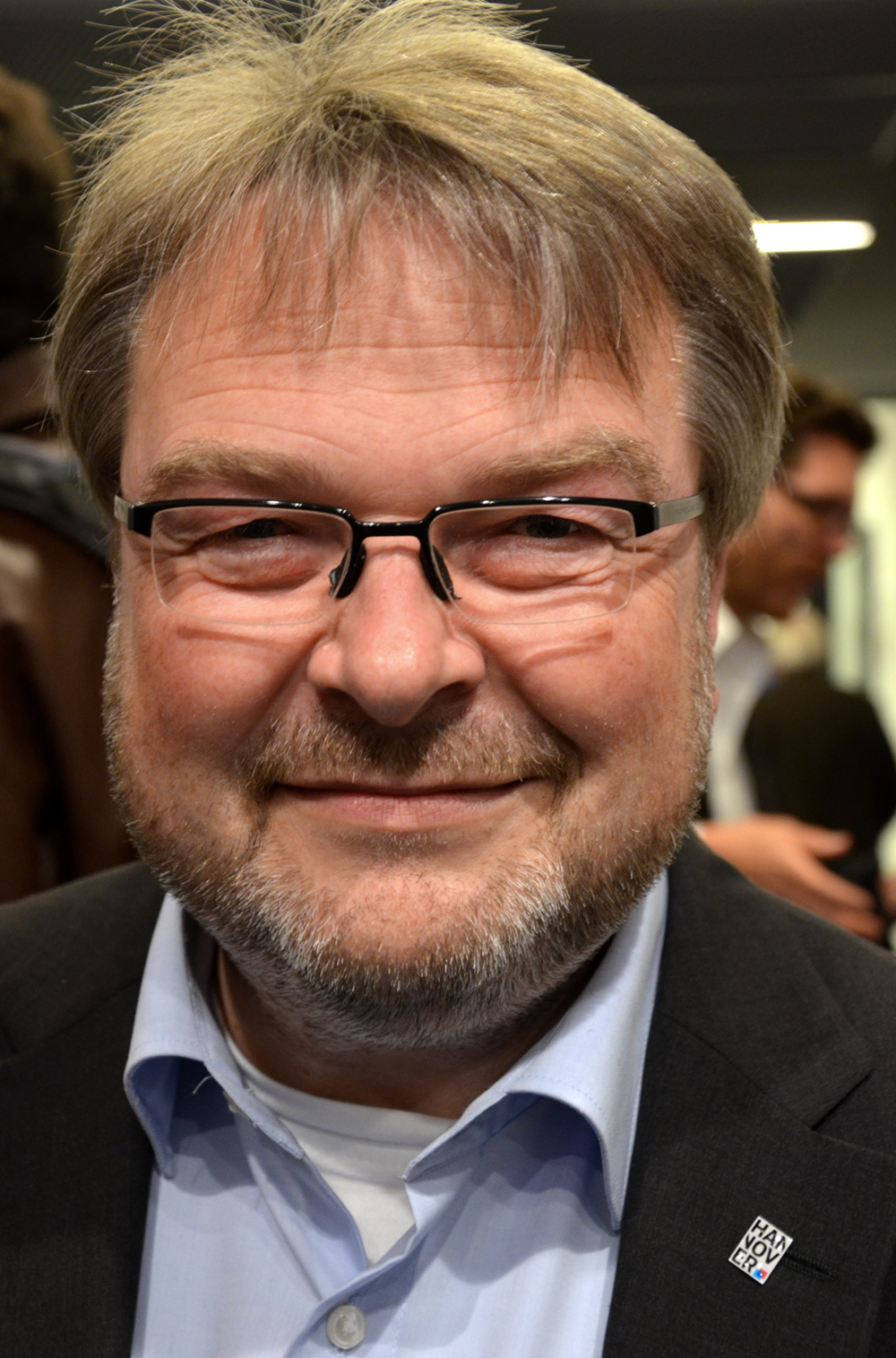
Thomas Hermann, von September 2015 bis August 2020 Vorsitzender des Jazzclub

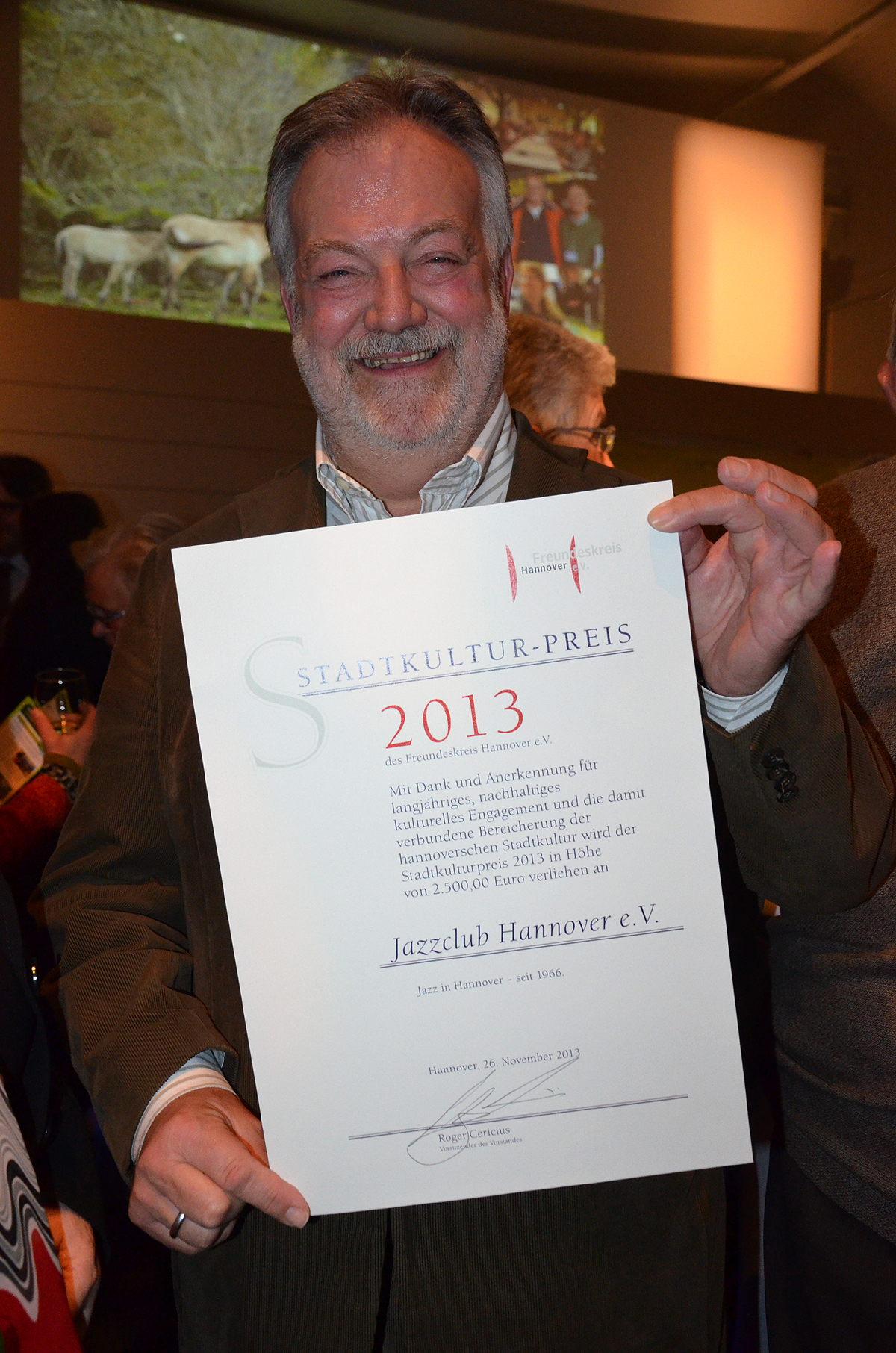
Manager Uwe Thedsen präsentiert die 2013 vom Freundeskreis Hannover verliehene Urkunde des Stadtkulturpreises

Der Jazzclub wird vom Verein „Jazz Club Hannover e. V.“ betrieben. Von 1968 bis zu seinem Tod im Jahr 2004 war Michael Gehrke Vorsitzender des Vereines. Danach übernahm Bürgermeister Bernd Strauch, selbst ambitionierter Musiker, den Vorsitz und hatte diesen bis zu seinem Tod im September 2015 inne. Am 10. September 2015 wurde Bürgermeister Thomas Hermann von der Mitgliederversammlung zum neuen Vorsitzenden gewählt. Seit 12. August 2020 ist Vanessa Erstmann Vorsitzende. Zweiter Vorsitzender und Geschäftsführer des Clubs ist seit August 2020 Michael Emmert. Von 2004 bis 2020 war Uwe Thedsen 2. Vorsitzender und Geschäftsführer des Jazz Club, seit August 2020 ist er (einfaches) Mitglied im Vorstand.
Die Stadt New Orleans als Wiege des Jazz verlieh dem Club sowie seinem langjährigen Vorsitzenden Michael Gehrke 1978 die Ehrenbürgerschaft.
Mit der Stadtplakette der Landeshauptstadt Hannover wurde der Club im Jahr 1999 ausgezeichnet.
2013 verlieh der Freundeskreis Hannover dem Jazz Club Hannover den Stadtkulturpreis, unter anderem für „langjähriges, nachhaltiges kulturelles Engagement“.
Zuständig für das Programm war in den ersten 40 Jahren Michael Gehrke und nach seinem Tod 2004 Nicolas Sempff. 2019 übernahm Gerd Kespohl die Programmleitung; bis zu seinem Ruhestand war er langjähriger Leiter der Konzerte im Kulturzentrum Pavillon und am Anfang seiner Karriere Jazzredakteur bei radio ffn. 2020 wurde erstmals eine Frau Vorsitzende, die Historikerin und Unternehmensberaterin Vanessa Erstmann (* 1985), die Mike Gehrke noch während ihrer Doktorarbeit über das Stadtimage von Hannover kennenlernte. Damit wurde gleichzeitig ein Generationswechsel eingeleitet. In einem Interview kündigte sie 2022 an, künftig eine Frauenquote von 50 Prozent bei den Künstlern anzustreben und durch Tanzmöglichkeiten insbesondere durch Bespielung größerer Hallen außerhalb des Clubs gemeinsam mit dem Booker Gerd Kespohl neues, jüngeres Publikum über Afro-, Funk- und Elektro-Jazz zu gewinnen. Im Jazzclub selbst war zwar auch schon getanzt worden, das hing aber von der Zahl der Besucher in den eher kleinen Räumen ab. Während der Corona-Epidemie musste der Jazzclub zur Aufrechterhaltung des gekürzten Programms staatliche Corona-Hilfe in Anspruch nehmen für die Bezahlung von Technikern und Musikern, kam aber noch relativ glimpflich davon durch den Verein im Hintergrund und die Arbeit der Ehrenamtlichen.

### Vorsitzende des Vorstandes und Geschäftsführung
- 1968–2004: Michael Gehrke
- 2004–2015: Bürgermeister Bernd Strauch (Vorsitzender); Uwe Thedsen (2. Vorsitzender/Geschäftsführer)
- 2015–2020: Bürgermeister Thomas Hermann (Vorsitzender); Uwe Thedsen (2. Vorsitzender/Geschäftsführer)
- seit August 2020: Vanessa Erstmann (Vorsitzende); Michael Emmert (2. Vorsitzender/Geschäftsführer)